# Moták pochop
Moták pochop (Circus aeruginosus) je druh ptáka z řádu dravců a společně s motákem lužním a pilichem jediný druh motáka pravidelně hnízdící na území střední Evropy. Areál druhu je však o poznání širší a zahrnuje severní Afriku, většinu Evropy a velkou část Asie. Moták pochop je částečně tažným ptákem se zimovišti převážně v jižní a západní Evropě, Africe a na Indickém subkontinentu.
Pochop je velký moták dosahující přibližně velikosti káně lesní a vykazující patrný pohlavní dimorfismus. Charakteristický je pro něj potácivý klouzavý let nízko nad zemí nebo vodní hladinou, typicky nad rákosinami, ve kterých většinově hnízdí. Za potravu mu slouží široké spektrum živočichů a občas i mršiny, ale nejvíce loví malé savce a ptáky. Hnízdo umisťuje typicky v rákosinách nebo jiné husté litorální vegetaci do mělké vody nebo na zem, avšak v posledních dekádách přibývá též případů hnízdění na zemědělské půdě s obilím a řepkou. Snůška čítá obvykle 3–6 světlých vajec a jejich inkubaci zajišťuje takřka výhradně samotná samice, které samec – podobně jako malým mláďatům – zajišťuje potravu.
Mezinárodní svaz ochrany přírody (IUCN) motáka pochopa z globálního pohledu považuje za málo dotčený druh. V minulosti byl ohrožován zejména pronásledováním ze strany lidí. Současně pro druh představuje největší hrozbu ztráta přirozeného habitatu způsobená úbytkem a znehodnocováním mokřadních stanovišť.

## Systematika
Druh prvně formálně popsal švédský přírodovědec Carl Linnaeus v roce 1758 v desátém vydání svého díla Systema Naturae pod binomickým jménem Falco aeruginosus. Současný rod Circus byl popsán francouzským přírodovědcem Bernardem Germain de Lacépèdem roku 1799. Rodové jméno v latině, Circus, je odvozeno ze starořeckého kirkos, které odkazuje na dravého ptáka pojmenovaného podle krouživého letu (kirkos, neboli „kruh“). Druhové jméno, aeruginosus, pak v latině znamená „rezavý“.
Ve starší české literatuře je druh označován pouze jednoslovným názvem pochop (podobně jako jeho příbuzný pilich), zatímco jméno moták je používáno jako synonymum pro motáka lužního (C. pygargus). Například v českém překladu Brehmova Života zvířat (1888) se celý rod Circus označuje jako luňáci polní. Někteří autoři užívali s odkazem na jeho typický habitat rovněž název pochop rákosní.
Vnitřní systematika rodu Circus, do něhož je moták pochop řazen, dodnes podléhá diskusím, následkem nichž v něm bývá rozlišováno (v závislosti na konkrétních autorech) 13–16 druhů dravých ptáků typických svým pomalým krouživým („motajícím se“) letem nevysoko nad otevřeným terénem. V rámci uvedeného rodu se rozlišují dvě skupiny „mokřadních“ a „stepních“ motáků, přičemž moták pochop náleží do první zmiňované skupiny společně s motákem africkým (C. ranivorus), motákem východním (C. spilonotus), motákem tichomořským (C. approximans), motákem madagaskarským (C. macrosceles) a motákem réunionským (C. (macrosceles) maillardi). Všechny ostatní druhy motáků vyskytující se ve střední Evropě, tj. moták lužní a moták pilich (C. cyaneus), jsou součástí druhé skupiny „stepních“ motáků.

### Poddruhy
U motáka pochopa jsou aktuálně popsány 2 poddruhy:
- C. a. aeruginosus (Linnaeus, 1758) – hnízdící v Evropě a na Středním východě po střední Asii;
- C. a. harterti Zedlitz, 1914 – hnízdící v severozápadní Africe.

Dříve byl za poddruh považován i moták východní (C. spilonotus), který svým areálem rozšíření navazuje na výskyt motáka pochopa ve střední Asii na východ až po Tichý oceán. Toto tradiční vnímání uvedeného taxonu jako jednoho z poddruhů motáka pochopa narušily až nedávné genetické studie, které prokázaly podstatné rozdíly mezi těmito dvěma taxony a vedly k reklasifikaci motáka východního jako samostatného druhu.

## Popis
Velký druh motáka, přibližně velikosti káně lesní, ale štíhlejší a s odlišným stylem letu. Délka těla je 48–56 cm (z toho na ocas připadá 18–20 cm) a rozpětí křídel 115–130 cm. Hmotnost samce dosahuje v průměru 540 (400–670) a samice 740 (540–800) g. Podobně jako všichni motáci je i obličej pochopa rámován prstencem krátkých per. Ten zřejmě slouží ke zlepšení sluchu podobně jako je tomu u obličejového závoje sov. Díky uvedené adaptaci jsou motáci schopni lokalizovat kořist v husté vegetaci pouze sluchem.
U motáka pochopa je nápadně vyvinutý pohlavní dimorfismus daný velikostí (samice je v průměru o 5 % větší a minimálně o 16 % těžší než samec) a hlavně zbarvením. Dospělý samec má hřbet a pláštík tmavě hnědý, křídla šedá s černými „prsty“ na konci a ocas světle šedý; hlava a hrdlo jsou světle rezavě žluté s tmavě hnědým žíháním, zatímco břicho a kalhotky rezavě hnědé. Duhovky a nohy má žluté. Dospělá samice je v porovnání se samcem tmavší, vesměs jednobarevně tmavě hnědá se žlutobílým temenem, hrdlem a částí křídel. Konkrétní zbarvení variuje s věkem, ale je odlišné i individuálně. Barva duhovky samice se pohybuje od hnědé přes jantarovou až po světle žlutou a s přibývajícím věkem postupně světlá. Velmi vzácně se objevují i velmi tmaví (melanističtí) jedinci.
Mladý pták je zpočátku dosti tmavý, až černohnědý, později tmavě hnědý, s variabilním zbarvením hlavy. Většina jedinců má žlutavě okrové temeno a hrdlo oddělené tmavou maskou kolem očí, ale část ptáků má pouze nažloutlé temeno nebo dokonce jenom zátylek, a nejmenší část má hlavu kompletně tmavou bez žluté barvy. Během první zimy černohnědé opeření přechází do tmavě hnědé a jasně žlutavě okrové temeno se mění na téměř bělavé. Pohlaví lze v tomto období odlišit na základě velikosti a siluety s tím, že samice působí statněji, robustněji a mají širší křídla než štíhlejší samci; v terénu je však takové rozlišování často náročné a mnohdy předpokládá předchozí zkušenost nebo i porovnání zástupců obou pohlaví vedle sebe.
Každoroční přepeřování dospělých ptáků je úplné. Částečné pelichání u mladých ptáků probíhá na zimovištích, přičemž část mladých samic může už v době jarní migrace mít vzhled dospělého ptáka. Samci získávají znaky dospělého ptáka postupně během 2. letního cyklu. Jako první se objevují nově vypelichané vnitřní ruční letky, které jsou zespodu světlé s výraznou černou špičkou. S postupujícím pelicháním začíná spodní strana křídel čím dál více světlat, zatímco svrchní část zůstává často nadále převážně jednolitě hnědá. Ještě v období podzimního tahu (srpen–září) mají samci vypelichanou asi polovinu letek, přičemž vnější ruční letky zůstávají pořád celé hnědé tak, jako je tomu u mladých ptáků.

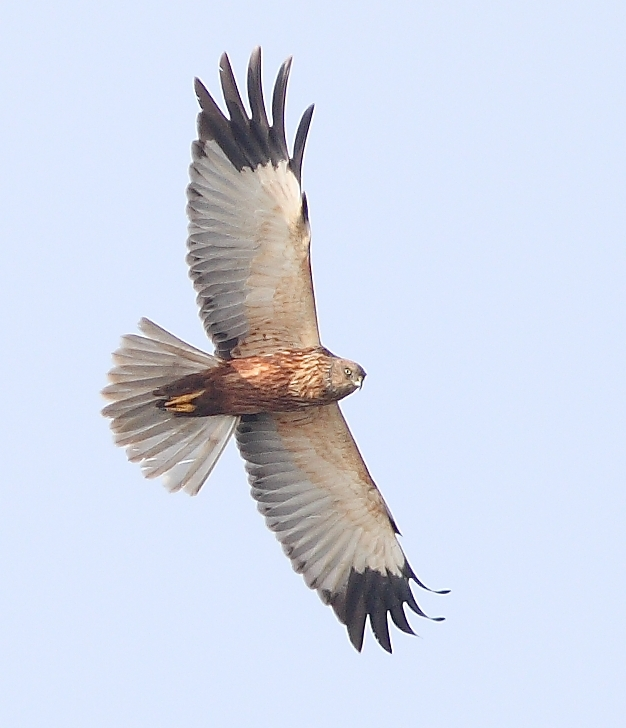
Dospělý samec v letu (pohled zespodu)
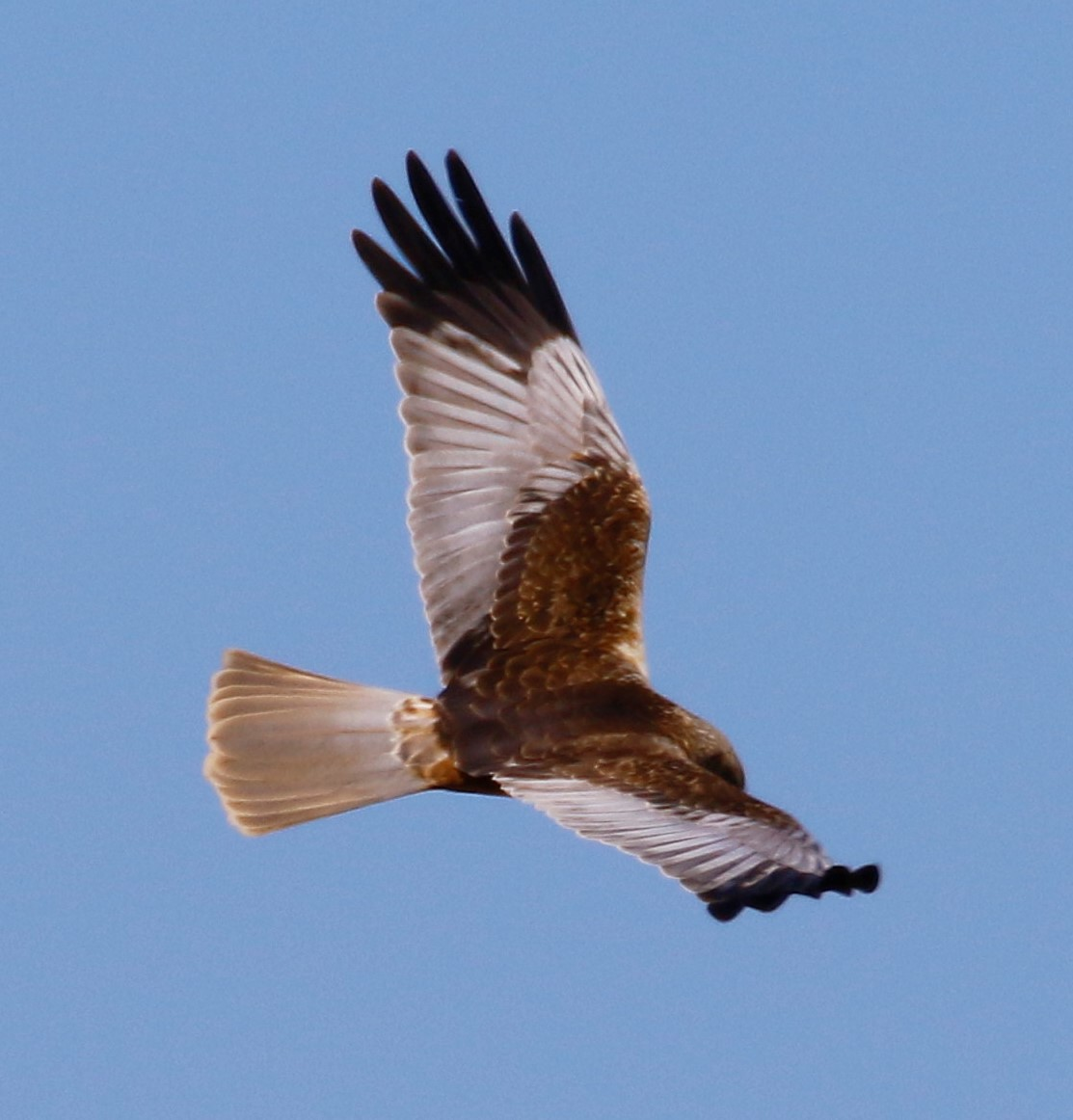
Dospělý samec v letu (pohled shora)[pozn. 1]
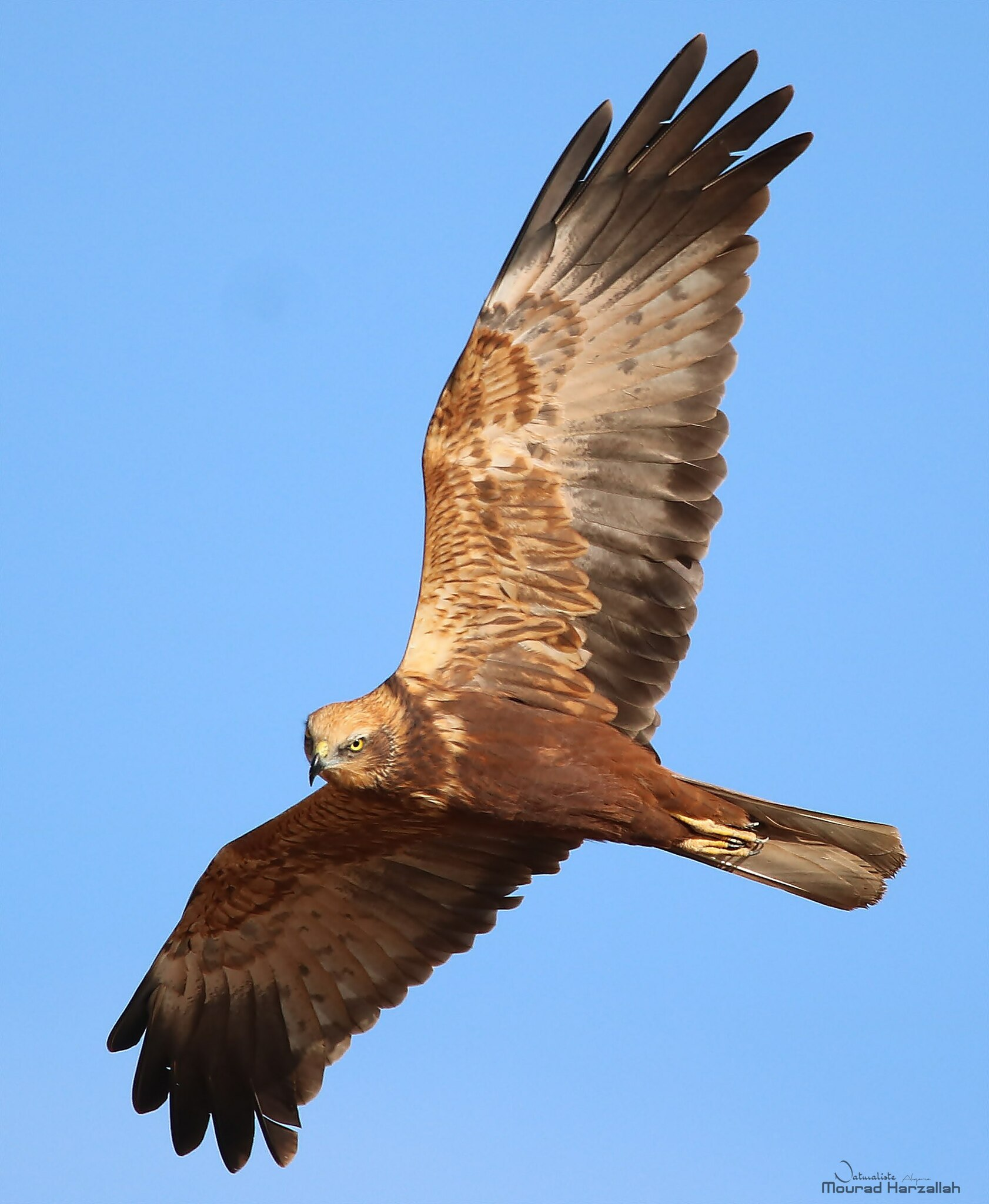
Dospělá samice[pozn. 2] v letu (pohled zespodu)
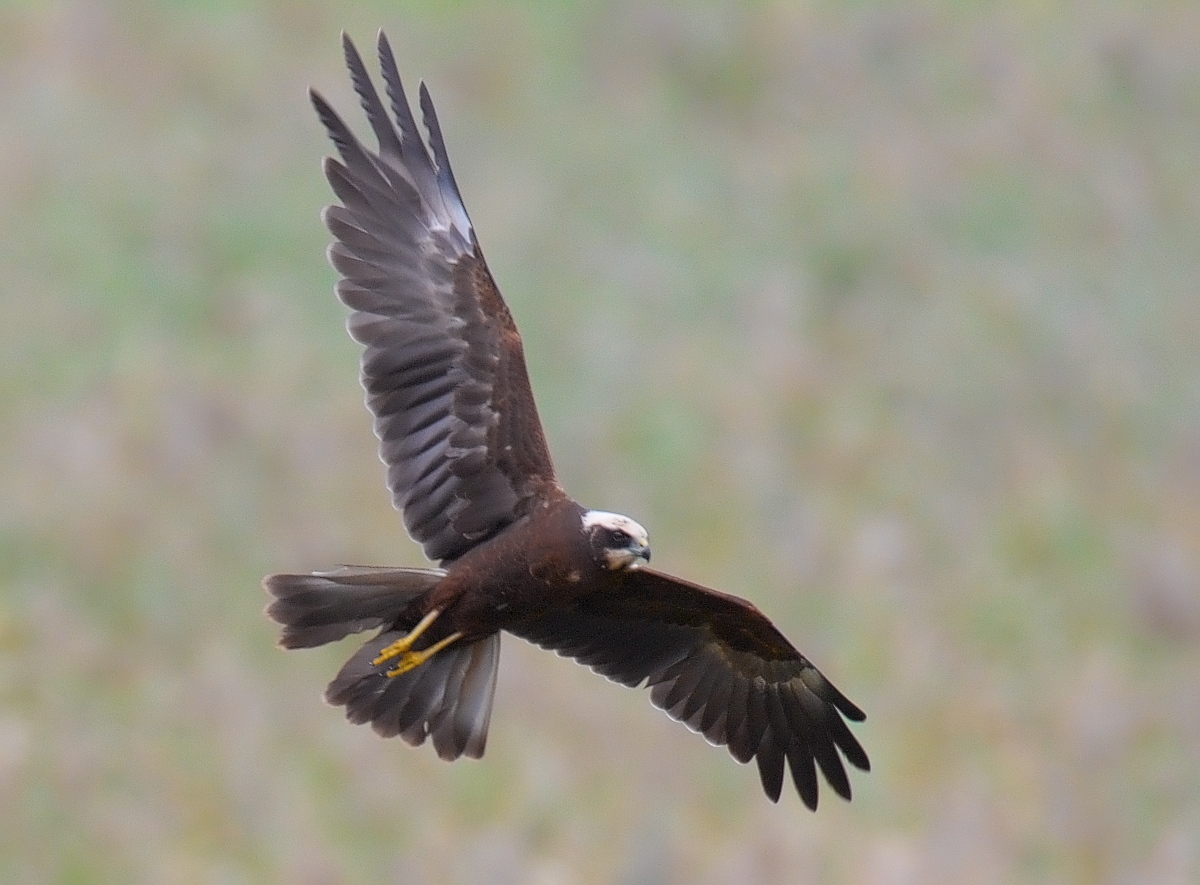
Mladý pták v letu (pohled zespodu)

### Záměna
Motáka pochopa lze při nedobře viditelném zbarvení zaměnit hlavně s jinými druhy motáků, od kterých se liší robustnější postavou a širšími, na konci zaoblenějšími křídly. Od ostatních dravců jej lze vesměs odlišit podle typického klouzavého jakoby potácivého letu nízko nad terénem, při kterém drží svá dlouhá široká křídla nad úrovní těla (ve tvaru mělkého písmene V). Z nepříbuzných dravců podobné velikosti hrozí záměna zejména s luňákem hnědým, orlem nejmenším či tmavými barevnými variantami včelojeda lesního a káňat.

## Rozšíření a stanoviště
Hnízdní areál motáka pochopa zahrnuje velkou část palearktické oblasti přibližně mezi 67° a 30° s. š., od severozápadní Afriky, přes Evropu po střední Asii. V severozápadní Africe hnízdí v Maroku a na východ po Tunisko, v Evropě od Pyrenejského poloostrova, Francie, Britských ostrovů (převážně jejich jihovýchodní části) a Irska severně po polární kruh ve Fennoskandinávii a východně přes prakticky všechny země kontinentu až k Turecku. Asijský areál rozšíření pokračuje z jihu od Íránu a Ázerbájdžánu v širokém, ale zužujícím se pruhu přes střední Asii do severozápadního Mongolska a po jezero Bajkal. V Evropě se areál rozšíření od 19. století zvětšoval, a to i směrem na sever (první zdokumentované hnízdění v jižním Finsku například pochází až z roku 1922 s tím, že teprve v 50. letech 20. století druh obsadil svá dosud nejseverněji položená hnízdiště ležící na severním konci Botnického zálivu).

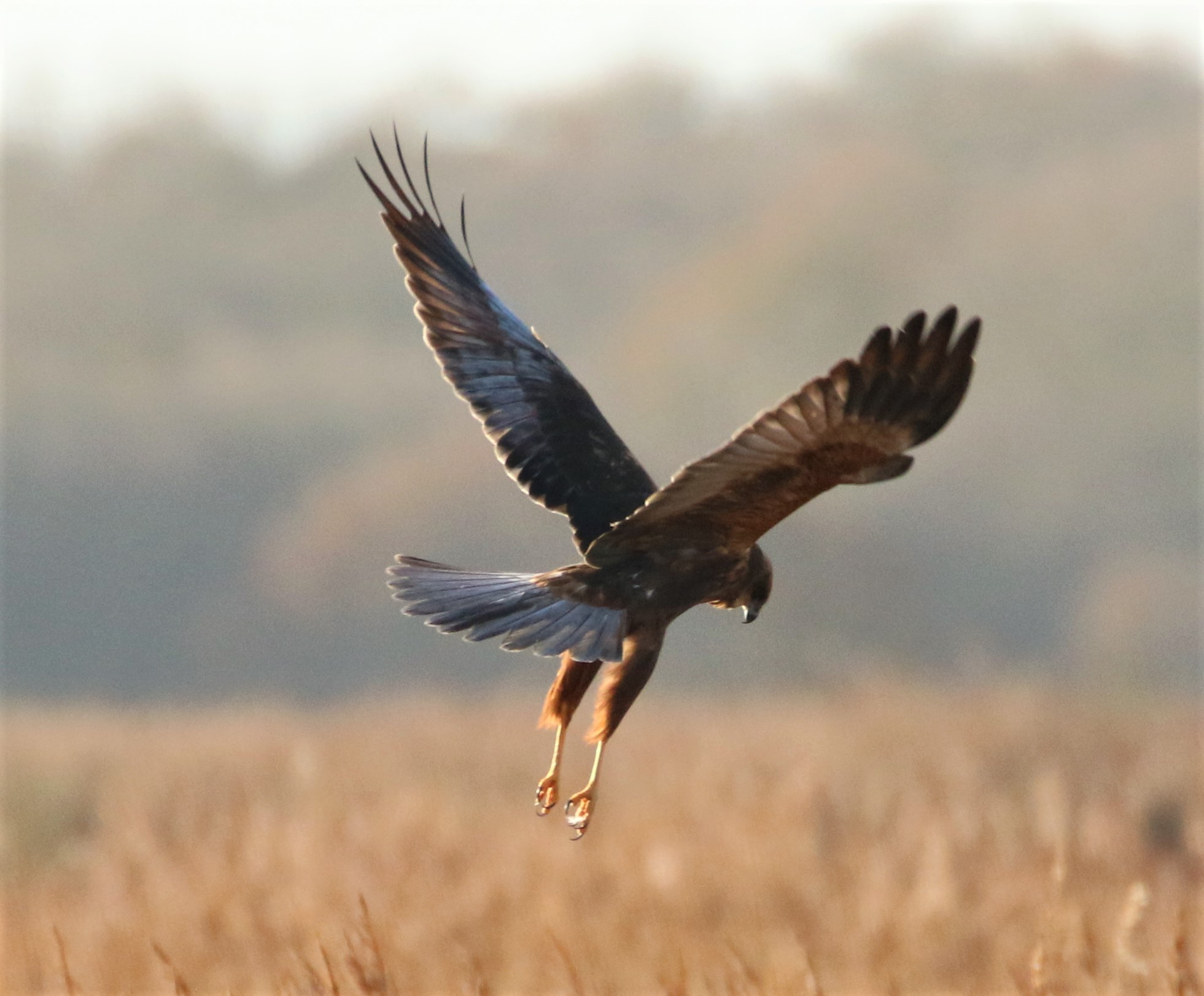
Letící samec v typickém prostředí s charakteristickou siluetou s křídly drženými ve tvaru písmene V

Moták pochop náleží mezi částečně tažné druhy se zimovišti převážně v afrotropické a indomalajské oblasti. Ptáci hnízdící v severní Africe jsou stálí, zatímco severo– a východoevropské populace, stejně jako většina asijských populací, jsou vesměs tažné. Ptáci z jižní a západní Evropy jsou buď stálí, přelétaví, nebo na zimu migrují na krátké vzdálenosti. Evropští ptáci zimují nejvíce v západních a jižních částech kontinentu a v západní Africe, přičemž ptáci hnízdící nejdále na severu mají tendenci zimovat nejdále na jihu a ptáci hnízdící nejdále na západě zase nejdále na západě. Motáci ze západní Asie se na zimu přesouvají převážně do údolí Nilu a východní Afriky a ti ze střední Asie na Indický subkontinent.
K hnízdění vyhledává otevřené mokřady s porosty vysoké litorální vegetace, nejčastěji rákosu a orobince. Typicky jde o mělká, sladká nebo brakická jezera, rybníky, močály, bažiny, delty a okraje velkých pomalu tekoucích řek, obvykle s nízkým nebo pouze rozptýleným zastoupením stromů. Preferuje místa s rozlehlou a souvislou příbřežní vegetací o rozloze 50 ha a větší, ale běžně hnízdí i v menších rákosinách nebo dokonce jenom v rákosem zarostlých příkopech. Druhotně využívá podmáčené pastviny a v posledních dekádách na území Evropy čím dál častěji rovněž suchá pole s obilím a řepkou či dokonce lesní mýtiny. Na většině areálu hnízdí od hladiny moře do zhruba 400 m, ale například v severní Africe vystupuje až do 1800 m n. m. Na tahu a na zimovištích se vyskytuje v různých typech otevřené krajiny, a to jak na vlhkých stanovištích, tak dosti daleko od vody, přičemž během migrace v Africe byl zaznamenán v nadmořské výšce až 3000 m.

### Výskyt v Česku
V Česku pravidelně hnízdí v rybničnatých a bažinatých oblastech na velké části území a v posledních dekádách čím dál častěji i na netypických místech typů polí, polních rákosin a jiných suchých stanovišť. Většina populace je soustředěna do nižších nadmořských výšek, ale hnízdění bylo prokázáno rovněž na Českomoravské vrchovině v 580 m, v Krušných horách v 850 m na Šumavě dokonce v 1000 m n. m.
První hnízdění motáka pochopa na území Česka bylo prokázáno teprve v roce 1940 (ačkoli zde na některých místech pravděpodobně hnízdil po dlouhou dobu i předtím) s tím, že již v období let 1943 až 1950 bylo známo skoro ze všech nejvhodnějších oblastí, a šíření druhu pokračovalo i nadále. Zatímco při sčítání v letech 1973–77 byl moták pochop v rámci celého území zaznamenán ve 22 % mapovacích kvadrátů, v období let 1985–89 to bylo již v 59 % kvadrátů.
České populace jsou takřka výlučně tažné a dle dat od kroužkovaných ptáků se jejich hlavní zimoviště nachází až na africkém kontinentu. Nejvzdálenější hlášení v Česku kroužkovaného ptáka pochází ze zimoviště v západoafrickém Beninu nacházejícím se 4988 km od hnízdiště. Přílet na území Česka začíná již počátkem března, ale většinově se odehrává až koncem března a během dubna, odlet pak následuje v červenci až srpnu. Přes území Česka rovněž pravidelně protahují severněji hnízdící ptáci.

## Biologie a ekologie

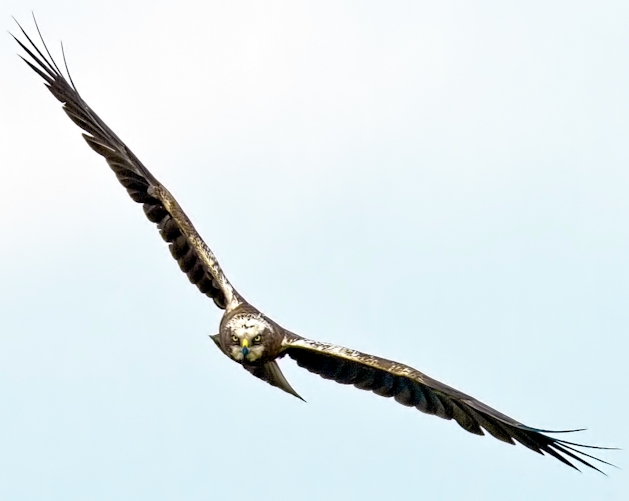
Dospělá samice pochopa v letu při pohledu zepředu

Moták pochop se po většinu roku vyskytuje jednotlivě, ale na hřadovištích v mimohnízdním období může vytvářet malá i relativně početná (vzácně až 300členná) hejna, ke kterým se někdy připojují další příbuzné druhy (typicky moták lužní). Jednotlivě se vyskytuje většinou také na tahu.

### Vokalizace
Až na období rozmnožování tichý pták. Samice se při přebírání potravy od samce ozývá tenkým hvízdavým „psii–ii“. Samec při zásnubních letech vydává naříkavé nosové „vej–i“ opakované dvakrát za sebou s pauzou v délce dvou sekund. Poplašný hlas je rychlé „kvek–ek–ek–ek–ek“.

### Rozmnožování
Pohlavní dospělost u motáka pochopa nastává ve druhém nebo třetím roce života, což vede k tomu, že část ptáků prvně hnízdí ještě v nevybarveném šatě. Hnízdění probíhá obvykle v jednotlivých párech, ale ve vhodném prostředí může vytvářet i volné hnízdní kolonie s jednotlivými hnízdy umístěnými většinou 50–300 m od sebe (na jižní Moravě byla dvě hnízda zjištěna dokonce ve vzdálenosti pouhých 30 m). Hnízdní okrsek zahrnuje pouze blízké okolí hnízda v rozsahu 100–300 m a je obhajován oběma partnery (samcem intenzivněji než samicí). Hnízdění probíhá nejčastěji monogamně, ale část (25–30 %, v jiné studii však pouhá 4 %) samců je polygamních, zpravidla bigamních (jeden samec se dvěma samicemi); zdokumentována je též trigamie (jeden samec a tři samice). Bigynní samci mají o 30 % více mláďat než ti hnízdící v monogamii.
Součástí námluv jsou nápadné vzdušné manévry, při kterých se samec snáší z výšky výrazně klikatým letem. Typické je také vzdušné předávání potravy mezi partnery, kdy samec v letu pouští kořist samici pod sebou, a ta ji ve vzduchu chytá do pařátů. Tento způsob předávání potravy lze vedle námluv pozorovat i v pozdějších fázích hnízdění, včetně období inkubace vajec a malých mláďat. Jde totiž o období, v rámci kterých samice tráví většinu času na hnízdě, zatímco jí samec shání potravu, kterou po kontaktním volání nezřídka právě tímto způsobem ve vzduchu předává.
Hnízdo je na zemi nebo v husté mokřadní vegetaci nevysoko (obvykle 50–70 cm) nad vodní hladinou, vzácně i na keři. Z 542 hnízd na území Velké Británie se 86 % z nich nacházelo v rákosinách, 13 % na orné půdě a zbytek v neobdělávaných travních porostech. Podobně tomu bylo v případě 165 hnízd z území Česka, kde bylo 83 % umístěno v rákosí a 21 % v orobinci. Samotné hnízdo je hromada ze stébel rákosu a jiných mokřadních rostlin, travin a větviček široká v průměru 50–80 cm a vysoká 25–30 cm, s kotlinkou o průměru 15–20 cm. Základy hnízd v domovském okrsku začíná stavět samec, který je během námluv předvádí samici. Ta volí konečné místo k hnízdění a následně se na dostavbě hnízda podílí oba ptáci společně (někdy se však samec dostavby patrně vůbec neúčastní). Může se stát, že si samice nevybere ani jednu z nabízených možností a začne stavět nové hnízdo na jiném místě. Stavba hnízda trvá obvykle 7–10 dnů (v případě obnovy starého hnízda kratší dobu) a materiál na ni je sbírán ve vzdálenosti až do 300 m. V průběhu hnízdění dochází k průběžnému upravování a dostavování hnízda čerstvým materiálem, jelikož se stavba v nestabilní mokřadní vegetaci vlivem narušování její struktury časem zplošťuje.

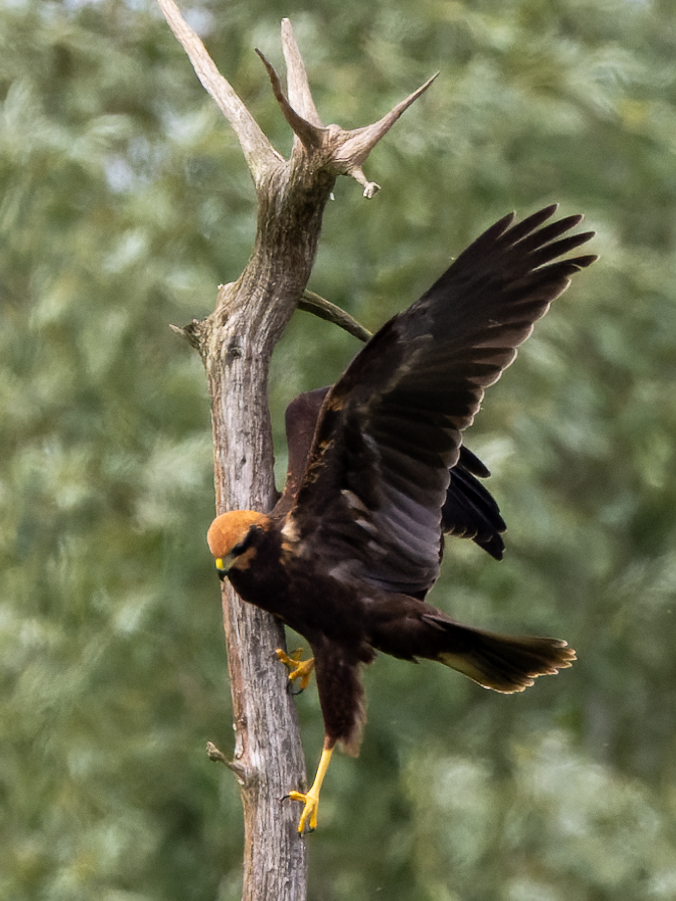
Mladý pták

Za sezónu hnízdí pouze jednou s obvyklou náhradní snůškou v případě zničení té první. Ve středoevropských podmínkách hnízdění začíná na konci dubna nebo počátkem května. Samice snáší typicky ve dvou– až třídenních intervalech 3–6 (1–8) jednobarevně nazelenalých nebo špinavě bílých vajec o průměrných rozměrech 49,1 × 37,7 mm a hmotnosti 35,9 g. Zdokumentována jsou i hnízda s 10–12 vejci, avšak v takových případech se předpokládá účast dvou samic. Inkubace začíná po snesení prvního či druhého, zřídka až třetího vejce a trvá 31–38 dnů. Samec samici na hnízdě až na výjimky nestřídá (samice inkubaci zajišťuje nejméně z 90 %), ale přináší jí potravu po celou dobu sezení na vejcích i po vylíhnutí mláďat. Mláďata se líhnou asynchronně v průběhu několika dnů a prvních 4–10 dnů jsou zahřívána samicí. Během uvedeného období veškerou potravu pro mláďata zajišťuje samec, který ji předává samici (buď v letu, na místě poblíž hnízda, nebo přímo na hnízdě) a ta jí krmí mláďata. V pozdějším období začíná aktivně lovit i samice a podíl obou ptáků na krmení se může vyrovnat. Krmení rodičem probíhá postupně od největšího mláděte k nejmenšímu, což v případě nedostatku potravy často vede k úhynu slabších mláďat. Frekvence krmení na hnízdě se postupně zvyšuje z přibližně 3 až 4 kusů kořisti za den v době, kdy jsou mláďata 10 dnů stará, po 4 až 5 kusů ve věku 30 dnů (zdokumentovány jsou nicméně i případy daleko četnějšího krmení, s 11–12 kusy kořisti za den). Mláďata mohou začít hnízdo opouštět už od 28. dne (obvykle se tak ale děje po 35–40 dnech), načež se rozlézají do okolní vegetace a dalších 15–25 dnů jsou ještě krmena rodiči (v některých případech už pouze samicí). Kolem 56. dne věku dosahují mladí motáci plné vzletnosti a přibližně ve stejné době začínají sami lovit méně pohyblivou kořist. Od 73. dne se pak začínají rozptylovat mimo hnízdní okrsek rodičů.

### Úmrtnost, dožití
Hnízdní úspěšnost dosahuje 65−75 % a je negativně ovlivňována hlavně predací a špatným počasím s vydatnými dešti. Mezi predátory na hnízdech patří liška obecná, orel mořský, straka obecná, vrány, lasicovití (včetně nepůvodního norka amerického), prase divoké, psík mývalovitý a mýval severní. Na hnízdech v CHKO Poodří byly hlavními příčinami ztrát vajec a mláďat počasí (13,9 %) a predace savci a ptáky (9,3 %), následovaná úhynem samice (2,3 %) a neznámými faktory (9,3 %). Ve Francii bylo v rámci šestiletého monitorování motáků hnízdících v původních stanovištích i na intenzivně obhospodařované půdě (konkrétně v obilných polích) vyvedeno jedno a více mláďat z 259 (53 %) hnízd. U 233 hnízd, ze kterých nebylo vyvedeno ani jedno mládě, byly nejčastějšími příčinami neúspěchu predace (66 %; 44 % ve stadiu vajec a 22 % v období mláďat) spolu s případy, kdy samice do hnízda nesnesla žádná vejce (14 %) a dále zničením hnízda během sklizně (8 %). Přestože bylo zničení hnízda v průběhu sklizně třetí nejčastější příčinou všech ztrát, v souhrnu mladí motáci na hnízdech v obilných polích neprospívali hůře než ti na původních stanovištích a celková hnízdní úspěšnost u nich byla dokonce vyšší než u druhé skupiny.
Míra přežití v prvním a druhém roce života dosahuje přibližně 50 % a v dalších letech 75 %. Nejvyšší známý věk kroužkovaného ptáka ve volné přírodě je téměř 19 let.

### Potrava
Moták pochop je oportunistickým dravcem, jehož spektrum kořisti zahrnuje savce, ptáky, hmyz, plazy, obojživelníky a dokonce i ryby a mršiny. Složení potravy do značné míry odráží aktuální nabídku v jednotlivých teritoriích, ale obecně platí, že nejvýznamnější složku představují malí savci (hlavně hlodavci) a ptáci (v době hnízdění často v podobě inkubujících samic, vajec a mláďat jiných druhů). Ze savců jde typicky o hraboše polního, hryzce vodního, myšice a jiné hlodavce, z ptáků o malé až středně velké druhy vázané na vodu, jako jsou kachny, racci a bahňáci; běžně zastoupeni jsou též hrabaví a pěvci.

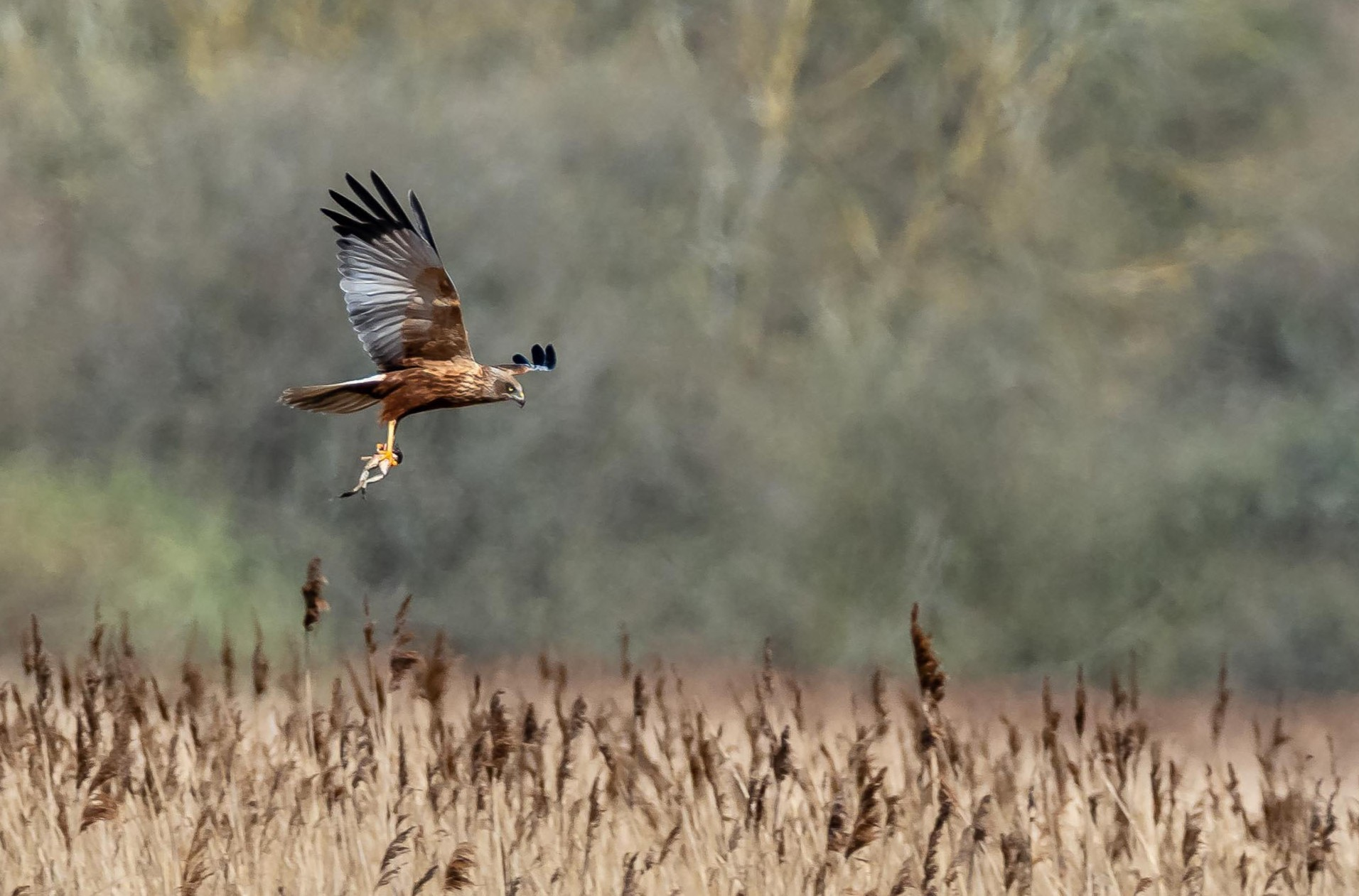
Samec motáka pochopa s ulovenou žábou v pařátech

V severním Německu bylo na 61 hnízdech motáka pochopa zdokumentováno celkem 1291 kusů kořisti identifikovaných jako 76 druhů obratlovců, z toho 14 druhů savců, 53 druhů ptáků, 2 druhy plazů, 2 druhů obojživelníků a 5 druhů ryb. Pouze na základě identifikace zbytků potravy na hnízdech byli nejčastější kořistí skřivan polní (9,5 %), špaček obecný (7,9 %), lyska černá (7,7 %), hryzec vodní (6,4 %), krtek obecný (5,7 %), hraboš polní (5,5 %) a strnad obecný (4,2 %). Analýzou vývržků se pak pořadí nejčastěji zastoupených taxonů změnilo následovně: hraboš polní (32,7 %), hryzec vodní (10,1 %), krtek obecný (10,1 %), myšice (3 %) a kachnovití (1,5 %).
V rybničnaté oblasti jihozápadního Polska byli na hnízdech mezi kořistí nejčastěji identifikováni hraboš polní (14,4 %), lyska černá (12,4 %) a kapr obecný (10,5 %), přičemž ryby byly konzumovány vesměs jako mršiny. Ve Finsku v období rozmnožování představovali ptáci v závislosti na konkrétní fázi vývoje mláďat 73–93 % potravy co do kvantity a 61–81 % při poměřování biomasou. V období pobytu mláďat na hnízdě v jejich potravě početně převažovali pěvci (63 %), zatímco z pohledu biomasy byly nejdůležitější skupinou kachny (33,8 %), které ve stejném období tvořily rovněž druhou nejpočetnější ptačí kořist (10,9 %). Ve fázi po opuštění hnízda v potravě mladých motáků poměr pěvců klesl, a to jak početně, tak biomasou (na 20,9 %, resp. 2,5 %), a druhou nejvýznamnější ptačí kořistí se stali racci a rybáci (17,1 % počtem a 16,1 % biomasou). Ve fázi po opuštění hnízda v potravě motáků ve srovnání s předchozím obdobím rovněž stoupl podíl savců na úkor ptáků, s nejvýznamnějším zástupcem v podobě ondatry pižmové (14,9 % počtu a 24,3 % biomasy). Zhruba 60 % všech ptáků evidovaných mezi kořistí v obou fázích vývoje mladých motáků (tj. na hnízdě i mimo něj) představovala mláďata či mladí ptáci, kteří tak převažovali nad dospělými jedinci.
Na podzimním tahu na polích se stávají častou kořistí hraboši. Z afrických zimovišť mnoho podkladů o složení potravy neexistuje, ale obecně se na nich předpokládá vyšší zastoupení plazů (včetně varanů) a hmyzu (sarančat).
Loví hlavně v dopoledních hodinách nad litorální vegetací, vodními plochami i nad přilehlou zemědělskou půdou. Při lovu typicky přelétává nekoordinovaně jakoby potácivě sem a tam relativně nízko (obvykle 2–6 m) nad terénem, přičemž efektivně využívá vegetace a rozhraní biotopů k momentům překvapení a při spatření kořisti se na ní po náhlém zvratu v letu rovnou spouští s napřaženými pařáty. Někdy se v letu chvíli zastaví a třepetá na místě s volně svěšenýma nohama, nebo opakovaně přelétává nad vodním ptákem, dokud se kořist – neustále se potápějící pod vodu ve snaze uniknout nebezpečí – neunaví a dravec se jí tak snáze nezmocní. Pokud při výpadu neuspěje, kořist obvykle aktivně nepronásleduje. Vzácněji potravu vyhlíží z pozorovatelny nebo sbírá přímo ze země. Běžně se stává obětí kleptoparazitismu ze strany orlů a jiných velkých dravců, avšak sám se může zmocňovat kořisti jiných motáků. Na hnízdištích samci loví potravu častěji v suchozemských biotopech než v těch vodních, zatímco u samic je to obráceně; samci rovněž vyhledávají kořist ve větší vzdálenosti (až 7 km) od hnízda než samice, které více loví v jeho okolí.

## Ohrožení a ochrana

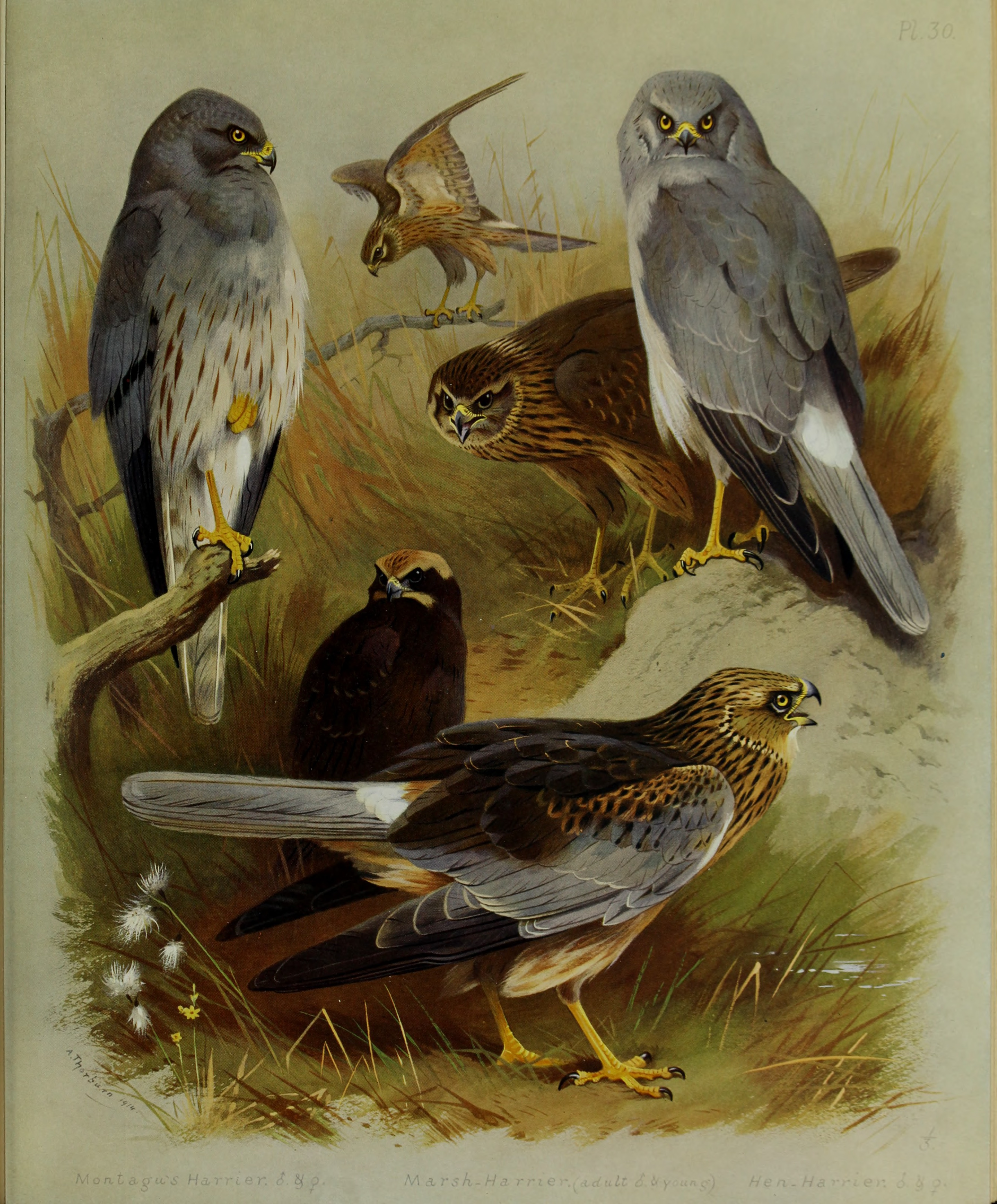
Ilustrace tří druhů motáků od A. Thorburna z roku 1915 (samec a mladý pták pochopa dole v popředí; vedle nich více vlevo samec a samice motáka lužního a vpravo obě pohlaví motáka pilicha)

Mezinárodní svaz ochrany přírody (IUCN) hodnotí motáka pochopa jako málo dotčený druh (Least Concern). V Evropě, která představuje přibližně 48 % globálního areálu rozšíření druhu, je velikost populace odhadována na 151–243 tisíc hnízdících samic neboli 303–485 tisíc dospělých jedinců a považována za stabilní. V 60. až 80. letech 20. století prošla evropská populace silným poklesem, načež se od 90. let trend obrátil a v posledních dekádách došlo do značné míry k jejímu zotavení, a to zvláště ve východní a severní části kontinentu. V některých zemích Evropy nicméně pokles stavů pokračuje nadále.
Stavy motáka pochopa se v Česku od poloviny 20. století dlouhodobě zvyšovaly, a to z 250–450 hnízdících párů při sčítání v letech 1973–77 na 900–1200 párů v období let 1985–89. Porovnání dat z monitoringu v letech 2006 a 2009 nicméně ukazuje mírný pokles počtu pochopů stejně jako obsazenosti sledovaných lokalit.
Moták pochop je uveden v příloze I směrnice EU o ptácích, a je proto chráněn i na evropské úrovni. Podle čl. 4 odst. 1 této směrnice musí členské státy vymezit stanoviště, která jsou co do počtu a rozlohy nejvhodnější pro ochranu uvedených druhů, jako chráněná území soustavy Natura 2000. V Česku mezi ptačí oblasti, v nichž je moták pochop předmětem ochrany, patří: Bzenecká Doubrava – Strážnické Pomoraví, Českolipsko – Dokeské pískovce a mokřady, Doupovské hory, Poodří, Rožďalovické rybníky a Třeboňsko. Moták pochop zde zároveň podle § 56 odst. 1 a 2 zákona č. 114/1992 Sb., o ochraně přírody a krajiny, náleží mezi zvláště chráněné druhy ptáků v kategorii ohrožených.
Aktuálně je na většině areálu nejvíce ohrožován úbytkem a znehodnocováním mokřadních stanovišť, jejichž pokračující ústup v posledních dekádách druh patrně vedl k osidlování nových stanovišť typu intenzivně obhospodařované zemědělské půdy, na kterých dříve nehnízdil. Mezi tradiční hrozby patří také aktivní pronásledování, které sice ve velké části areálu na rozdíl od relativně nedávné minulosti rozšířeným fenoménem už není, ale někde (např. na Maltě) pokračuje dodnes. Občas jsou zaznamenávány rovněž případy otravy olověnými broky, které motáci pozřou při krmení na zastřelené lovné zvěři.
Ve 2. polovině 20. století pochop patřil k dravcům zasažených kontaminací insekticidem DDT, který se do těl ptáků dostával spolu s kořistí a u samic způsoboval ztenčování skořápek vajec, následkem čehož vejce pod inkubujícími samicemi praskala a tím se reálně znemožňovalo úspěšné vyvádění potomstva. Po zákazu DDT v polovině 70. let (a legislativnímu zákazu lovu ve velké části Evropy, jenž se datuje do stejného období) začala početnost tohoto dravce opět narůstat a pochop postupně znovuosídlil řadu míst, ze kterých dříve vymizel.
V rámci managementu ochrany druhu je důležité zachování původních mokřadních stanovišť s rákosinami, jež pochopům umožňují nerušené hnízdění. Dojde-li k nálezu hnízda motáka pochopa na intenzivně obhospodařované půdě, je nutné kolem hnízdiště zřídit ochrannou zónu o rozměrech nejméně 30 × 30 m, která zůstane nesečena a umožní ptákům klidné vyvedení potomstva. Například v Německu platí v podobných případech speciální podpůrné programy pro zemědělce, kteří jsou za aktivní ochranu hnízdišť vybraných druhů dravců na vlastní půdě finančně kompenzováni.